# Romeins theater van Spoleto
Het Romeinse theater van Spoleto werd gebouwd aan het begin van de 1e eeuw n.Chr.
De Romeinse colonia Spoletium was in de oudheid een belangrijke stad aan de Via Flaminia. Zoals bij veel andere grote plaatsen werd ook hier voor de burgers een theater gebouwd, waar men toneel- of muziekvoorstellingen kon kijken en waar politieke samenkomsten werden georganiseerd. Voor de bouw van het theater in Spoletium werd een kunstmatig platform aangelegd, dat echter al in de oudheid verzakte, waarna het theater gerenoveerd moest worden.
Na de Val van het West-Romeinse Rijk in de 5e eeuw raakte het theater buiten gebruik en verviel. Het werd grotendeels afgebroken en de stenen werden gebruikt voor de bouw van de toren van de Dom en het kasteel van Spoleto. Op het terrein van het theater werd het klooster van Sint-Agnes gebouwd, dat later werd gebruikt als gevangenis. Het antieke gebouw was toen al bijna in de vergetelheid geraakt, want pas in 1891 werd vastgesteld dat de ruïne op het terrein oorspronkelijk een Romeins theater was geweest. Nadat de gevangenis in 1954 werd gesloten kon het theater worden opgegraven en gerestaureerd. Een nieuwe fundering werd aangelegd en de lage sectie van de cavea werd hersteld. Het podiumgebouw is geheel verdwenen, op deze plaats staat nu de kerk van Sint-Agnes. De veelkleurige marmeren vloer van de orchestra is origineel. Opgegraven beelden, inscripties en andere fragmenten van het theater worden tentoongesteld in de kerk van Sint-Agnes, die tegenwoordig als archeologisch museum in gebruik is.
Ieder jaar wordt in Spoleto het Festival due Mondi gehouden, waarbij balletvoorstellingen in het Romeinse theater worden gegeven.

## Referentie
- Lacus Curtius - Once Again, A Working Theatre